# معركة التيما بريدج
معركة التيما بريدج(بالإنجليزية: Battle of Altamaha Bridge)‏ كانت اشتباك خلال أحداث الحرب الأهلية الأمريكية ووقعت المعركة في 19 ديسمبر 1864 ، في مقاطعة واين ، جورجيا ، خلال مسيرة شيرمان إلى البحر . تعد المعركة انتصارا للقواتالكونفدرالية التي نجحت في منع القوات الفيدرالية (الاتحادية ) من تدمير جسر سكة حديد حيوي خلال المعارك المشتعلة بين الجانبين،و إبقاء خطوط الإمداد الكونفدرالية مفتوحة إلي المدينة.